# Región de Betsiboka
Betsiboka es una región de Madagascar que limita en el norte con la Región de Boeny,  en el noreste con la Región de Sofía, Alaotra-Mangoro en el este, Analamanga y Bongolava en el sur y Melaky en el oeste. La capital de la región es Maevatanana. Hasta 2009 Betsiboka pertenecía a la provincia de Mahajanga. La población se estima en 236.500 habitatntes en el año 2004 en un área de 30.025 kilómetros  cuadrados. Betsiboka es una de las regiones menos densamente pobladas en Madagascar.
Se divide en tres distritos (población en julio de 2014):
- Distrito de Kandreho 21,251
- Distrito de Maevatanana 155,095
- Distrito de Tsaratanana 125,134

## Naturaleza
La Reserva Kasijy se encuentra en esta región.